# Listrognathus laevifrons
Listrognathus laevifrons là một loài tò vò trong họ Ichneumonidae.